# Better than Today
"Better than Today" је песма аустралијске певачице Кајли Миног. Објављена је као трећи сингл у 3. децембра 2010. године са једанаестог студијској албума Aphrodite, у издању дискографске куће Парлофон.

## Позадина и објављивање
Песму "Better than Today" прво су написали Нерина Палот и Енди Четерли. Миног ју је поново снимила 2009. године, а Стјуарт Прајс додатно продуцирао. "Better than Today" је поп песма са елементима осталих стилова који користе гитару, синтесајзер и програмирање бубњевима. Песма је примила различите оцене музичких критичара. Многи критичари похвалили су песму као део албума, али нису веровали да је довољно јака за независан сингл.

## Успех на топ љествицама
Као сингл, песма није постигла успех као претходни синглови Миног с албума Aphrodite. Након раног дебитовања на љествици због дигиталног преузимања албума, песма је доспела на 32. место на британкој љествици. Тако је постала најниже пласиран сингл Миног на тој љествици после "The One" из 2008. године. Сингл је објављен у Аустралији у 28. фебруара 2011. године. Дебитовао је на аустралијској лествици на 55. месту, и тако постао њен пети сингл који није доспео између првих 50. Упркос неуспеху у Уједињеном Краљевству и Аустралији, песма је постала шести хит Миног прво место на америчкој денс љествици и трећи сингл са албума Aphrodite на првом месту те љествице.

## Списак песама
7" сингл
1. "Better than Today" – 3:26
2. "Better rhan Today" (Bills & Hurr Remix Edit) – 3:47

CD сингл 1
1. "Better than Today" – 3:26
2. "Can't Get You Out of My Head" (BBC Live Lounge Version) – 3:16

CD сингл 2
1. "Better than Today" – 3:26
2. "Better than Today" (Bills & Hurr Remix) – 8:36
3. "Better than Today" (The Japanese Popstars Mix) – 6:45
4. "Get Outta My Way" (BBC Live Lounge Version) – 3:40

Дигитални EP
1. "Better than Today" – 3:26
2. "Better than Today" (Bills & Hurr Remix Edit) – 3:47
3. "Better than Today" (The Japanese Popstars Mix) – 6:45
4. "All the Lovers" (BBC Live Lounge Version) – 3:33

iTunes digital EP
1. "Better than Today" – 3:26
2. "Better than Today" (Bills & Hurr Remix Edit) – 3:47
3. "Better than Today" (The Japanese Popstars Mix) – 6:45
4. "Better than Today" (Monarchy 'Kylie Through the Wormhole' Remix) – 8:13
5. "All the Lovers" (BBC Live Lounge Version) – 3:33

iTunes digital remixes EP
1. "Better than Today" (Bimbo Jones Club Remix) – 7:34
2. "Better than Today" (Bimbo Jones Radio Edit) – 3:09
3. "Better than Today" (Bellatrax Remix) – 5:33
4. "Better than Today" (Bellatrax Radio Edit) – 3:02

## Топ лествице
| Топ лествице                    | Највиша позиција |
| ------------------------------- | ---------------- |
| Аустралија                      | 55               |
| Француска                       | 63               |
| САД (Hot Dance Club Play Songs) | 1                |
| Велика Британија                | 32               |